# Guido Scelsi
Guido Scelsi (Ferrara, 15 dicembre 1874 – Roma, 21 ottobre 1954) è stato un ammiraglio e aviatore italiano, pioniere dell'aviazione, pilota di dirigibile, pilota di idrovolante, aerostiere, e pilota di aeroplano. Insignito della Croce di Cavaliere dell'Ordine militare di Savoia durante il corso della guerra italo-turca. Fu il propugnatore dell'ammodernamento e del potenziamento della linea degli idrovolanti della Regia Marina nella prima guerra mondiale mediante la riproduzione in serie degli idrovolanti austro-ungarici modello Lohner L. Uno di essi era stato catturato dalle forze italiane nel corso del 1915, ed egli fu incaricato di valutarlo in volo.

## Biografia
Nacque a Ferrara il 15 dicembre 1874.  Nel 1887 iniziò a frequentare la Regia Accademia Navale di Livorno, conseguendo cinque anni dopo la nomina a guardiamarina. Prestò servizio su varie navi di superficie, tra cui la nave da battaglia Andrea Doria, dove fu promosso tenente di vascello, la nave da battaglia Ammiraglio di Saint Bon, l'ariete torpediniere Etna. A bordo di quest'ultimo prese parte alla campagna in Estremo Oriente (1899-1900), al termine della quale fu assegnato alla base di La Spezia come aiutante di bandiera dell'ammiraglio comandante all'arsenale. Tra il 1907 e il 1908 prestò servizio a bordo del cacciatorpediniere Bersagliere come vicecomandante, e sulla torpediniera 65S come comandante. Lunedì 30 agosto 1909 a Vigna di Valle, dopo una ascensione di esame,  conseguì il brevetto di pilota di dirigibile primo ufficiale della Regia Marina a riuscirvi.
Nel 1910 comandava il dirigibile N.2 (poi P2). Nel 1911 prese parte alla grandi manovre del Regio Esercito tenutesi nella piana del Monferrato come capo del servizio dirigibili, e al termine delle quali portò in volo il re Vittorio Emanuele III e il suo aiutante di campo generale, contrammiraglio Paolo Thaon de Revel. Promosso capitano di corvetta alla fine dell'anno, partecipò successivamente alle operazioni durante la guerra italo-turca come comandante del dirigibile P.2 di stanza sull'aeroscalo di Gargaresc (Tripoli). Per aver preso parte a 56 missioni belliche fu insignito della Croce di Cavaliere dell'Ordine militare di Savoia e promosso capitano di fregata. Il 19 agosto 1912 conseguì, primo fra gli italiani, il brevetto di pilota di idrovolante presso la scuola europea Curtiss di Juan-les-Pins, unica scuola allora esistente della specialità. Nel 1913 prestò servizio come vicecomandante della nave da battaglia Roma e poi dell'incrociatore corazzato Amalfi, intramezzati da conseguimento del brevetto di aerostiere presso la brigata specialisti del 3º Reggimento del genio di Roma, e quello di pilota d'aeroplano sul campo d'aviazione di Venaria Reale.
Il 7 gennaio 1914 è il primo Capo del neo istituito 5º Reparto Aeronautica dello Stato Maggiore della Marina.
Nel 1914 partecipò alla manovre navali della flotta come pilota d'idrovolante, assumendo poi il comando dell'aeronave V, e poco prima dell'entrata in guerra del Regno d'Italia, avvenuta il 24 maggio 1915, quello del dirigibile V.1 Città di Jesi e dell'aeroscalo di Ferrara fino al 28 giugno 1915. Promosso capitano di vascello nel 1917, fu comandante dell'esploratore Carlo Alberto Racchia e poi il distaccamento della marina di Santi Quaranta, in Albania. Dopo un periodo di assenza dal servizio per malattia, tra il 1922 e il 1923 fu comandante della nave da battaglia Napoli e poi dell'incrociatore corazzato San Giorgio. Posto in posizione ausiliaria speciale nel 1923, fu promosso contrammiraglio della riserva navale, e nel 1926 fu posto in aspettativa per la riduzione dei quadri. Divenuto ammiraglio di divisione, nel 1933 fu collocato definitivamente a riposo. Si spense a Roma il 21 ottobre 1954.

### Annotazioni
1. ↑  Per motivi di peso e di spazio della navicella, e data la presenza a bordo dei due passeggeri, il motorista fu lasciato a terra.
2. ↑  Per decisione del Vice ispettore dei Servizi Aeronautici Ludovico De Filippi  furono mandati in Francia Manlio Ginocchio, Guido Scelsi, Giuseppe Garassini Garbarino, Giovanni Roberti di Castelvero e lo stesso De Filippi.

### Fonti
1. 1 2 3 4 5 6 7 8 9 10 11 12 13 14  Alberini, Prosperini 2016, p. 486.
2. ↑  La voce del Marinaio.
3. 1 2 3 4  Ufficio Storico dell'Aeronautica Militare 1969, p. 179.
4. ↑  Antonellini 2008, p. 16.
5. ↑   Guido Scelsi, su Quirinale.it. URL consultato il 30 giugno 2021.